# BitChute
BitChute ist ein auf dem BitTorrent-Verfahren basierendes Videoportal. BitChute nutzen vornehmlich solche Videoproduzenten, deren Kanäle von etablierten Portalen wie YouTube gelöscht oder demonetarisiert worden sind. Es wird breit berichtet, dass auf BitChute rechts-terroristische und rechtsextreme Inhalte veröffentlicht werden. Viele aus diesem Spektrum auf Youtube gesperrte Kanäle setzen ihre Aktivitäten auf BitChute fort.

## Geschichte und Funktionsweise
Der britische Software-Ingenieur Ray Vahey gründete Bitchute im Januar 2017. Am 24. Februar erfolgte die Eintragung in das britische Unternehmensregister. BitChute verwendet das auf JavaScript basierende Protokoll WebTorrent. Inhalte werden hierbei Peer-to-Peer über die Browser aktiver Nutzer bereitgestellt. Anders als bei herkömmlichen Streaming-Diensten wie Youtube ist kein zentraler Server zur Bereitstellung von Inhalten nötig.
BitChute unterstützte zunächst folgende Plattformen zur „Monetarisierung“ (monetization) von Inhalten: BitBacker, CoinPayments, Patreon, PayChute, PayPal und SubscribeStar. Im November 2018 kündigte PayPal das Unternehmenskonto von BitChute. Ebenfalls im November 2018 kündigte Patreon die Zusammenarbeit mit BitChute. Patreon begründete die Entscheidung damit, dass BitChute über keine Richtlinien gegen gewalttätige Organisationen verfüge.
Am 17. Januar 2019 wechselte BitChute zum Domain-Registrar Epik. Epik steht wegen des Hostings „hasserfüllter Internetseiten“ (hateful websites) in der Kritik. Dem Wechsel war eine Kontroverse um den Kurznachrichtendienst Gab vorangegangen. Nach einem Attentat auf eine Synagoge in den Vereinigten Staaten vom 27. Oktober 2018 beendete der Webhoster und Domain-Registrar GoDaddy die Zusammenarbeit mit Gab. Die Duldung gewalttätiger Inhalte durch den Kurznachrichtendienst, so GoDaddy, stelle einen Verstoß gegen die Geschäftsbedingungen dar. Gab war daraufhin wochenlang nicht mehr erreichbar.

## Inhalte
Auf BitChute werden Videos mit rechtsextremistischem und rechts-terroristischem Inhalt veröffentlicht. Die Amadeu Antonio Stiftung sieht in BitChute „seit längerem ein Ausweichkanal für rechtsextremes Gedankengut“. Die Interessensvertretung „HOPE not hate“ fand über einhundert Videos, die terroristische Gruppen unterstützen, darunter Propagandavideos dieser Gruppen. Ebenso wurden 93 weitere Videos gefunden, die Gruppen und Personen unterstützen, die Verbindungen zum (Internationalen-)Terrorismus bzw. zum Rechtsextremismus haben. Bitchute würde Nutzer, die wegen Hassreden auf anderen Plattformen gesperrt werden, nicht nur tolerieren, sondern aktiv bewerben.
Ray Vahey kritisierte an Youtube, der Streamingdienst sei „zunehmend angepasst und langweilig geworden“ (becoming incrementally more corporate and boring).
Die Richtlinien von BitChute verbieten illegale Inhalte wie Kinderpornografie sowie die Verherrlichung von Terrorismus und Gewalt. Ray Vahey beschreibt BitChute als Alternative zu „Löschungen, Demonetarisierung und Manipulation mittels Algorithmen, um bestimmte Inhalte in der Bedeutungslosigkeit verschwinden zu lassen“ (bannings, demonetization, and tweaking algorithms to send certain content into obscurity).
Auf der Plattform sind u. a. der Verschwörungstheoretiker Alex Jones, der rechtsextreme Vlogger Nikolai Nerling („Der Volkslehrer“), der Verschwörungsideologe Hagen Grell, der Identitäre Martin Sellner, der ehemalige Journalist Oliver Janich, der Verschwörungstheoretiker Attila Hildmann sowie der Incel-Vlogger Hamudi Ebalz präsent.

## Listen
- BitTorrent-Clients